# (36911) 2000 SY187
2000 SY187 (asteroide 36911) é um asteroide da cintura principal. Possui uma excentricidade de 0.09955050 e uma inclinação de 4.13069º.
Este asteroide foi descoberto no dia 21 de setembro de 2000 por NEAT em Haleakala.